# Zijkanaal F (Noord-Holland)
Zijkanaal F is sinds 1873 een kanaal in de Nederlandse provincie Noord-Holland. Het is een zijtak van het Noordzeekanaal. Vanuit Halfweg was het Noordzeekanaal te bereiken via het zijkanaal F. Dit zijkanaal was tevens een belangrijke afwatering van het stoomgemaal Halfweg van het Hoogheemraadschap van Rijnland naar het Noordzeekanaal.
Over Zijkanaal F werd in 1934 iets ten zuiden van het Noordzeekanaal een nieuwe ophaalbrug gebouwd, die verbinding gaf van de Velserweg in de Groote IJpolder met het verdere vervolg van de weg door de Houtrakpolder langs het kanaal richting Velsen. Deze brug is afgebroken in 1973 bij de aanleg van de Amerikahaven. De Velserweg is in 1972 verlegd naar een westelijker tracé door de Houtrakpolder (sinds 1993 bekend als Provinciale weg 202 (N202).
Als gevolg van de aanleg van het Westelijk Havengebied van Amsterdam is het grootste deel van het kanaal in de jaren zestig gedempt. Ter vervanging van het oude stoomgemaal Halfweg werd ten oosten van Zijkanaal F in 1977 een nieuw boezemgemaal gebouwd. Vanuit het restant van Zijkanaal F bij Halfweg is er een verbindingskanaal gegraven naar het gemaal, dat uitwatert op de havenkom van de Amerikahaven en verder naar het Noordzeekanaal.
Over het noorden van het afwateringskanaal in de Westpoortweg (voorheen Noordzeeweg) lagen twee bruggen, een voor snelverkeer sinds 1970 (brug 188) en een voor fietsverkeer (brug 1921). Beide maakten in 2005 plaats voor een nieuwe brug (brug 2200).
Zijkanaal A · Zijkanaal B · Zijkanaal C · Zijkanaal D · Zijkanaal E · Zijkanaal F · Zijkanaal G · Zijkanaal H · Zijkanaal I · Zijkanaal J · Zijkanaal K